# Machinarium
Machinarium is een point-and-click avonturenspel ontwikkeld door Amanita Design en werd voor het eerst uitgebracht op 16 oktober 2009.
Vanaf 2011 verscheen het spel voor andere platformen, zoals iOS, Android, en PlayStation 3's PSN in Europa. Het spel is zowel uitgebracht op fysieke media als in downloadbare vorm.

## Verhaal
In Machinarium bestuurt de speler een robot, genaamd Josef, die wordt gedumpt op een schroothoop. Josef ontdekt een kwaadaardig plot van de Black Cap Brotherhood om de stadstoren op te blazen, maar wordt gevangen genomen. Hij weet te ontsnappen en baant zich een weg naar de hoogste toren.

## Spel
Doel van het spel is het oplossen van een serie puzzels. De puzzels zijn met elkaar verbonden door een overkoepelende wereld die bestaat uit een wijs-en-klik-aan avonturenverhaal. Er kan alleen worden geklikt op voorwerpen die binnen handbereik van de speler liggen.
Machinarium valt op door de afwezigheid van een dialoog. In plaats hiervan zijn er geanimeerde gedachtewolken die aanwijzingen geven. Door te treuzelen op een bepaalde plaats wordt er een hint over het verhaal gegeven.

## Ontvangst
| Publicatie   | Score  |
| ------------ | ------ |
| GameRankings | 84%    |
| Metacritic   | 85/100 |
| Eurogamer    | 8/10   |
| IGN          | 8.1/10 |

Machinarium ontving positieve recensies binnen enkele dagen na de release. Het kreeg een score van 84% op GameRankings, en 85/100 op Metacritic.
Het spel won de Excellence in Visual Art-prijs op het twaalfde Independent Games Festival in 2009.

### Piraterij
Volgens een schatting van de ontwikkelaar had slechts 5 tot 15 procent van de spelers daadwerkelijk betaald voor het spel. Om de verkoopcijfers omhoog te krijgen werd de prijs verlaagd van 20 dollar naar 5 dollar, zodat softwarepiraten de gelegenheid kregen schoon schip te maken, en het spel alsnog legaal aan te schaffen. De campagne werd verlengd tot 16 augustus 2010, wat uiteindelijk resulteerde in 20.000 verkochte exemplaren tijdens deze amnestieperiode.

## Verkoop
Machinarium had op 15 juli 2016 meer dan 4 miljoen exemplaren verkocht. Dit bestond uit 49% voor pc, 44% voor mobiele apparaten, en 7% voor spelconsoles.

## Trivia
- Het spel is opgenomen in het boek 1001 Video Games You Must Play Before You Die van Tony Mott.